# Gangamocytheridea dictyon
Gangamocytheridea dictyon is een mosselkreeftjessoort uit de familie van de Cytheridae. De wetenschappelijke naam van de soort is voor het eerst geldig gepubliceerd in 1963 door Bold.